# Gregg Rainwater
Gregg Andrew Rainwater (Flint, 27 de fevereiro de 1966) é um ator e diretor de TV norte-americano de descendência Cherokees.
Começou a atuar no seriada da televisão ABC "The Young Riders", na década de 1980. Também trabalhou em Street Fighter - A Última Batalha, Walker, Texas Ranger, Pocahontas II: Viagem a um Novo Mundo (voz), 3x3 Eyes (voz), Liga da Justiça sem Limites (voz), Gargoyles (voz).
Em 2007, passou a dirigir séries como America's Got Talent e Food Fighters.

## Ligação externa
- Gregg Rainwater. no IMDb.